# Scheibenberg (Krušné hory)
Scheibenberg je čedičový vrchol na německé straně Krušných hor v Sasku. Nejvyšší bod má nadmořskou výšku 807 metrů.
Leží jihovýchodně od stejnojmenného města Scheibenberg v zemském okrese Erzgebirgkreis. Stejně jako dva blízké vrchy Pöhlberg a Bärenstein vznikl erozí okolí masivního lávového výlevu a je tvořen bazaltem. Na úpatí hory jsou impozantní kamenné varhany.
Na Scheibenbergu stojí vyhlídková věž s hostincem. Poblíž vrcholu se nachází horská chata Bürger- und Berggasthaus Scheibenberg, parkoviště a  rozhledna, odkud je výhled na velkou oblast německého Krušnohoří. Na svazích je  lyžařská sjezdovka.

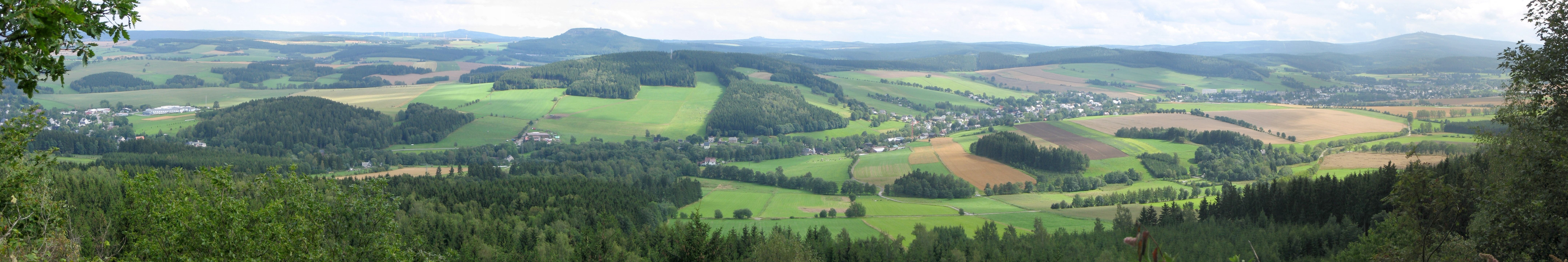
Panorama z Scheibenbergu. Zleva Crottendorf s částí Walthersdorf, Fichtelberg a horou Bärenstein vpravo